# Gæsteroller i Venner
Venner var en længerevarende amerikansk tv-serie, der omhandlede en gruppe venner, som vi følger fra de er omkring midten af tyverne til de er i midten af trediverne. Seriens udbredelse og popularitet gjorde, at flere berømtheder og skuespillere ønskede at lave gæsteoptrædener eller cameo-optrædener.

Nedenstående liste viser flere bemærkelsesværdige gæstestjerner, der har optrådt i Venner, med sæson og episodenummer med deres optræden, samt en kort beskrivelse af deres karakter.

## Liste

### A
- Jason Alexander [7.13] -- som Earl. En selvmordsovervejende kontorarbejder, som Phoebe ringer til via sit telemarketingsjob.
- Sasha Alexander [8.19] -- som Shelley. Forfatter som interviewer Joey til Soap Opera Digest.
- Kristian Alfonso [6.15] -- Havde en cameo-optræden som Hope, hendes karakter fra Days of Our Lives.
- Eva Amurri [7.15] -- Spiller Susan Sarandons karakters datter i den falske indspilning af Days of Our Lives (er Susan Sarandons rigtige datter).
- Christina Applegate [9.8, 10.5] -- som Amy Green. Rachels søster, meget bemærket for hendes åben- og ærlighed, når hun udtrykker sin mening om folk. Hun blev engang nævnt som "Rachels onde søster" af de andre venner.
- Matthew Ashford -- som sig selv.
- Allisyn Ashley Arm [10.2] -- som Leslie Buffay. En af Frank Jr. og Alices trillinger.
- Alexis Arquette [7.22] -- en servitrice i Las Vegas Bar, hvor Chandlers far optræder i hans Viva Las Gaygas Show.
- David Arquette [3.3] -- som Malcolm. Ursulas eks-kæreste, som forfølger hende og som tager fejl af Phoebe og Ursula. I "The One With the Engagement Picture" er David Arquette den mand, som Ross undskylder til for at have set hans komiske skænderi med Phoebe. I virkeligheden var David gift med Courteney Cox (Monica).
- Hank Azaria [1.10, 7.11, 9.6, 9.22-23] -- som David, "videnskabsfyren". Phoebes "kæreste", som tager til Minsk for at forske (bliver i episoden sagt at være et sted i Rusland, men er reelt hovedstaden i Hviderusland) i faktisk det mest af serien. Han dukker først op igen i slutningen af sidste sæson. Deres forhold holder ikke fordi Phoebe er forelsket i Mike på det tidspunkt.

### B
- Bob Balaban [5.13] -- som Frank Buffay. Phoebe og Ursulas far, som Phoebe møder ved hendes bedstemors begravelse.
- Alec Baldwin [8.17-18] -- som Parker. En overdrevet positiv og veloplagt fyr, som Phoebe dater til Monica og Ross' forældres sølvbryllup.
- Anita Barone. Spillede Ross' kone Carol i en enkelt episode i første sæson.
- Helen Baxendale [4.14-19, 4.21-24, 5.1, 5.4, 5.6, 5.20 (stemme)] -- som Emily Waltham. Ross' britiske kæreste, senere kone (og kort tid efter eks-kone).
- Catherine Bell [2.6] -- Robin. En af de damer, som Joey og Chandler møder på bussen da de babysitter Ross' søn Ben.
- Selma Blair [9.10] -- som Chandlers medarbejder Wendy i Tulsa (vandt 2. pladsen ved Miss Oklahoma). Monica bliver meget jaloux.
- Richard Branson [4.23] -- En gadesælger i London, som sælger en hat til Joey.
- Paget Brewster [4.5-8, 4.11-13] -- som Kathy. Joeys kæreste, som slår op med ham fordi hende og Chandler kyssede. Senere Chandlers kæreste.

### C
- Dan Castellaneta [2.12] -- som dyrepasseren i San Diego Zoo, som fortæller Ross, hvad der skete med hans abe, Marcel.
- Alexis, Paul, Justin og Cole Cimoch [6.5] -- som Frank Jr. Jr., Leslie og Chandler Buffay. Frank Jr. og Alices trillinger (Phoebe fødte dem).
- George Clooney [1.17] -- som Dr. Michael Mitchell. En læge, som behandler Rachels ankel og senere Ross' abe.
- Tom Conti [4.24, 5.1] som Stephen Waltham. Emilys far, som forsøger at narre Jack Geller til at betale mere end halvdelen af Ross og Emilys bryllup. Påstår at kunne dræbe mennesker kun med brug af sin tommelfinger.
- Jennifer Coolidge [10.3] -- som Amanda. Hun er Monica Geller og Phoebe Buffays irriterende og modbydelige ven, som har en falsk britiske accent.
- Robert Costanzo [1.13] -- som Joseph Tribbiani Sr, Joeys far, som Monica kommer til at se på, mens han vasker sig.
- Billy Crystal [3.24] -- som Tim. En mand, der går ind i Central Perk med sin ven, spillet af Robin Williams og afslører, at han har sovet sammen med Williams' kone mange gange, lige ved siden af de seks venner. Denne optræden var meget anderledes fra andre gæsteoptrædener. De andre kendte stjerner havde en tilknytning til selve handlingen, hvorimod Crystal kun optræder i åbningsscenen i en episode pga. en joke.

### D
- Kristin Davis [7.7] -- som Erin. Joeys date, som dumper ham, efter at han er begyndt at kunne lide hende.
- E.G. Daily [3.14] -- som Leslie. Phoebes tidligere sangpartner, som vender tilbage til byen i håb om at kunne blive genforenet i duoen.
- Danny DeVito [10.11] -- som Roy. En glad mandlig stripper, som optræder ved Phoebes polterabend, hyret af Monica og Rachel i sidste øjeblik.
- Elinor Donahue -- som Ross og Monicas tante.
- Tate Donovan -- som Joshua Bergin, Rachels kæreste i sæson 4, da Ross og Emily skal giftes.
- Anne Dudek [10.1] -- som Precious, Mikes kæreste, som han dumpede på hendes fødselsdag for Phoebes skyld.

### F
- Morgan Fairchild [1.11, 5.8, 7.23-24, 8.1] -- som Nora Tyler Bing. Chandlers mor, en romantisk bog-forfatter.
- Dakota Fanning [10.14] -- som Mackenzie. En pige, som bor i det hus Monica og Chandler flytter ind i. Hun overtaler Joey til at være glade på deres vegne.
- Anna Faris [10.9, 10.13, 10.16, 10.19] -- som Erica. Moderen til Jack og Erica, tvillingerne som Monica og Chandler adopterer.
- Jon Favreau [3.18-19, 3.21-25] -- som Pete Becker. En millionær, der ejer et succesfuldt softwarefirma og som dater Monica.
- Sherilyn Fenn [3.14] -- som Ginger. Chandlers kæreste, som har et træben og er en af Joeys eks-kærester.
- Sarah Ferguson [4.23] -- som sig selv. Den tidligere Hertuginde af York, som Joey møder på gaden i London.

### G
- Soleil Moon Frye [5.15] -- som Katie. The girl who hits Joey fra episodetitlen.
- June Gable [1.6, 1.23, 2.10, 2.19, 3.22, 5.10, 6.4, 6.21, 7.19, 8.22, 10.4] – som Estelle Leonard. Spiller Joeys agent, en ældre dame, der er afhængig af cigaretter, undtagen i episoden The One with the Birth i sæson 1, hvor hun spiller en sygeplejerskeassistent, da Carol føder Ben.
- Beverly Garland [1.18] – Tante Iris. Monica og Ross' tante, der lærer pigerne, hvordan man spiller poker.
- Teri Garr [3.25, 4.1, 4.11] -- som Phoebe Abbott Sr., Phoebe og Ursulas biologiske mor.
- Kyle Gass [9.15] -- spiller Overfalds-Lowell, tidligere ven af Phoebe, da hun boede på gaden.
- Melissa George [9.12, 9.13] – spiller Emmas nanny, Molly.
- Paul Gleason [6.15-16] -- Spiller Phoebes chef, Jack.
- Adam Goldberg [2.17, 2.19] -- Chandlers skøre bofælle, Eddie Minowick.
- Jeff Goldblum [9.15] -- Leonard Hayes, som Joey går til audition hos for at få en teaterrolle.
- Jill Goodacre [1.7] -- sig selv. Chandler blev lukket inde sammen med hende i et rum i "The One With The Blackout".
- Elliott Gould [1.2, 1.8, 1.17, 2.14, 2.16, 3.1, 4.24, 5.1, 5.8, 6.9, 7.2-3, 7.13-14, 7.23-24, 8.1, 8.18, 9.1, 10.4] -- som Jack Geller, Monica og Ross' far.
- Jennifer Grey [1.20] -- Mindy, Rachels 1. brudepige, der senere gifter sig med Rachels eks-forlovede, Barry Farber.

### H
- Melora Hardin [1.15] -- Celia, Ross' medarbejder, som han snakker frækt til.
- Morgan Harvey [9.4, 9.5] -- Stacey, den nye servitrice hos Central Perk, som bliver ved med at forstyrre Joey for at få hans autograf og for at være med i Days of Our Lives.
- Charlton Heston [4.14] – sig selv. Han medvirker i 'The One With Joeys Dirty Day', hvor Joey bruger hans bruser, da han stinker forfærdeligt efter en fisketur.
- Alexandra Holden [6.18, 6.19, 6.21, 6.22, 6.24] -- Elizabeth Stevens, elev, som Ross dater i en kort periode.
- Helen Hunt [1.16] -- som Jamie Buchman. Hunt går tilbage til sin rolle i Vild med dig, i hvilken Lisa Kudrow spiller Ursula Buffay, Phoebes tvillingesøster.
- Chrissie Hynde [2.6] -- forsangeren i The Pretenders, som spiller den professionelle guitarist, Stephanie Schiffer, der er hyret til at spille på Central Perk.

### I
- Chris Isaak [2.12] -- som Rob Donnen. Arbejder sammen med Phoebe, da hun skal optræde på et børnebibliotek.
- Gregory Itzin [10.12] -- Theodore Hannigan, Mike Hannigans far, Phoebes svigerfar. Han optræder ved introduktionsmiddagen sammen med Phoebe, Mike og Mikes mor og er ekstremt pinligt berørt over Phoebes opførsel. Trods dette dukker han og hans kone op til Mike og Phoebes bryllup (selvom det bliver afsløret, at Mikes far var nødt til at drikke Mikes mor fuld for at få hende overtalt til at komme med til brylluppet).

### J
- Penn Jillette [4.3] -- leksikon-sælger, som Joey køber noget af.

### K
- Greg Kinnear [10.6] -- Benjamin Hobart, Charlies eks.

### L
- Ralph Lauren [6.8] -- sig selv.
- Hugh Laurie [4.24] -- passager, der sidder ved siden af Rachel, da hun flyver til London for at fortælle Ross, at hun elsker ham. Han viser tydeligt sin afsky for Rachel, da hun bare plaprer løs om sig selv og Ross.
- Phil Leeds [2.11] -- enkemand af den massageklient, hvis ånd går over i Phoebes krop, efter at hun er død på massagebordet.
- Ron Leibman [2.22, 3.7, 8.8, 10.13] -- Dr. Leonard Green, Rachels far.
- Jay Leno [1.11] -- sig selv, interviewer Chandlers mor.
- Audra Lindley [2.9]-- Phoebes bedstemor Frances
- Jon Lovitz [1.15, 9.14] -- Steve, først set i episode 1.15 som den mærkelige restaurantejer, som Monica prøver at imponere, men senere i episode 9.14 som en "dumpet" restaurantejer, som Rachel går ud med på en blind date (lavet af Phoebe, som første introducerede Steve til Monica).

### M
- Elle Macpherson [6.7-11] -- Jeanine LaCroix. Joeys nye sambo, efter at Chandler flytter ind hos Monica.
- Louis Mandylor [6.17] -- spiller en anden skuespiller, som Joey hyrer til at spille hans tvillingebror, så han kan kvalificere sig til en tvillingeundersøgelse.
- Sierra Marcoux [10.2] -- som Chandler Buffay, en af Frank Jr. og Alices trillinger.
- Eddie McClintock [8.23-24] -- spiller patienten Cliff, som Phoebe bliver lun på.
- Kevin McDonald [3.23] -- Guru Saj, som behandler Ross' 'ting'.
- Dina Meyer [3.19, 3.20, 3.22] -- som Kate, en af Joeys skuespillerkollegaer.
- Sofia Milos [1.6] -- som Aurora, Chandlers date, som er gift, men har en masse kærester.
- Tahj Mowry [2.12] -- det barn, der finder "damen der synger sandheden" (snakker om Phoebe).
- Dermot Mulroney -- spiller Gavin, den person, som overtager Rachels job, imens hun er på barselsorlov.
- Arden Myrin -- spiller Monicas rengøringshjælp, som Monica tror stjæler fra hende i The One with the Stain.

### O
- Gary Oldman [7.23-24] -- som Richard Crosby. Spiller en berømt, men fuld, skuespiller, som Joey arbejder med på samme tidspunkt, som Monica og Chandler skal giftes.
- Donny Osmond [10.11] -- som sig selv, vært på gameshowet "Pyramid". Joey er med som kendt deltager.
- Emily Osment [8.6] -- Lelani Mayolanofavich, en pige, som kommer med "trick or treating".

### P
- Dante Pastula [10.2] -- som Frank Buffay Jr. Jr., en af Frank Jr. og Alices trillinger.
- Sean Penn [8.6-7] – Eric, Ursulas eks-forlovede, kæreste med Phoebe i en kort periode.
- Dedee Pfeiffer [9.3] – Mary Ellen Jenkins, Phoebe og Joey giver hinanden blind dates, Mary Ellen bliver Joeys date og Mike Hannigan bliver Phoebes.
- Christina Pickles [1.2, 1.8, 1.21, 2.14, 2.16, 3.1, 4.3, 4.24, 5.1, 5.8, 6.9, 7.2, 7.14, 7.23-24, 8.1, 8.18, 8.23, 9.5, 10.4] -- som Judy Geller, Ross og Monicas mor.
- John Bennett Perry [4.18] – far til Rachels kæreste, Joshua.
- Brad Pitt [8.9] – Will Colbert, en fyr fra Lincoln High, som hader Rachel.
- Ellen Pompeo [10.11] -- som Missy Goldberg, Ross og Chandlers college-kærlighed, som Ross spørger om en date hos.
- Freddie Prinze Jr [9.6] -- Sandy, en feminin mandlig babysitter for Emma.
- Emily Procter [2.2] -- Annabel, Joeys afdelingsmedarbejder.
- Missi Pyle [6.8] -- Hillary, Ross' date i "The one with Ross' Teeth".

### R
- Michael Rapaport [5.16, 5.17, 5.20, 5.21] -- Phoebes politikæreste.
- Leah Remini [1.23] -- Lydia, en enlig mor, som føder på samme hospital som Phoebe.
- Giovanni Ribisi [2.6, 2.21, 3.5, 3.18, 4.11-12, 4.17, 5.3, 10.2] -- som Frank Buffay Jr., en tilbagevendende karakter som Phoebes bror. Hun indvilliger i at være surrogatmor for Frank og hans kone. Spillede før dette en ung mand, der smed et kondom i Phoebes guitar-kasse, da hun på et tidspunkt sidder og spiller udenfor Central Perk.
- Denise Richards [7.19] -- som Cassie Geller. Cassie er Ross og Monicas kusine, som både Ross og Chandler finder særdeles tiltrækkende.
- Julia Roberts [2.13] -- som Susie Moss. Spiller en kvinde, som gik i Chandlers klasse. Han løftede hendes skørt op under en forestilling for 20 år siden, som gav hende et langvarigt øgenavn. Hun lader, som om hun er interesseret i Chandler for at gøre gengæld.
- Craig Robinson [10.7] -- som den offentligt ansatte, som Phoebe ændrer sit navn ved.
- Nicole Robinson [5.16] -- som damen, der slukker sin cigaret på et træ til Phoebes rædsel og som gør, at hun bruger sit fundne politiskilt mod hende.
- Rebecca Romijn [4.6] -- som Cheryl, den "frække pige" fra episodetitlen. Ross synes hun er vidunderlig, indtil han ser, hvordan hendes lejlighed ser ud.
- Isabella Rossellini [3.5] -- som sig selv.
- Debra Jo Rupp [3.18, 4.11, 4.12, 4.17, 4.18, 5.3] -- som Alice Knight Buffay, Frank Buffay Jr.'s tidligere lærer, senere kone og mor til trillingerne, som Phoebe var surrogatmor for.
- Paul Rudd [9.3-4, 9.6-7, 9.9, 9.12-13, 9.16-17, 9.23-24, 10.1, 10.5, 10.7, 10.12, 10.14, 10.18] -- som Mike Hannigan, Phoebes kæreste og senere mand.
- Winona Ryder [7.20] -- som Melissa Warburton, en tidligere ven, som Rachel kyssede med under et fest, da hun gik på college.

### S
- Susan Sarandon [7.15] -- som sæbeopera-stjernen Jessica Lockhart. Joeys karakter i Days of our Lives, Dr. Drake Ramoray, bliver gen-introduceret da Jessica forlader showet. Dr. Ramoray får Jessicas karakters hjerne via en transplantation (hvilket gjorde, at Joey vågnede til live igen, men skulle spille en kvinde i en mands krop).
- Jennifer Saunders [4.24, 5.1] -- som Andrea Waltham, Emily Walthams stedmor og dermed Ross' sted-svigermor.
- Tom Selleck [2.15-16, 2.18, 2.20, 2.23-24, 3.13, 6.24-25] -- som Dr. Richard Burke, øjenlæge og gammel ven af familien Geller. Han bliver introduceret, da han er vært ved en fest, hvor Monica serverer. Burke og Monica bliver forelskede i hinanden og Selleck bliver en tilbagevendende karakter.
- Harry Shearer [1.21] -- Dr. Baldharar.
- Charlie Sheen [2.23] -- spiller Ryan, en søofficer, som er forelsket i Phoebe.
- Brooke Shields [2.12] -- som Erika Ford. Spiller den fan, som sender Joey hans første fanbrev. Hun er overbevist om, at Joey rent faktisk er Dr. Drake Ramoray, Joeys karakter fra Days of our Lives.
- Marla Sokoloff [8.10] -- spiller Dina Tribbiani, en af Joeys søstre, som bliver gravid og beder Rachel om råd.
- Bonnie Somerville [8.01, 8.05-06, 8.08, 8.11, 8.15, 8.17] -- spiller Mona, Ross' kæreste samtidig med at Rachel er gravid med hans barn.
- Brent Spiner [10.14] -- spiller Campbell, som interviewer Rachel Green for et job hos Gucci. Rachel mister straks sit job hos Ralph Lauren, fordi hendes chef ser hende blive interviewet af Campbell på en restaurant. Pga. dette får hun heller ikke jobbet hos Gucci.
- Cole Sprouse [6.15, 7.9-10, 7.16, 8.1, 8.10, 8.12] -- spiller Ben, Ross' søn, da han bliver lidt ældre.
- John Stamos [9.22] -- Zach, Chandlers medarbejder, som Monica og Chandler er interesseret i at bruge som sæddonor.
- Ben Stiller [3.22] -- Tommy, "skrigeren", som dater Rachel kortvarigt.
- Alison Sweeney [7.18] -- Jessica Ashley, en skuespiller på Days of our Lives, som vinder en pris, men ikke vil have den. Alison Sweeney spiller en rolle i den rigtige udgave af Days of our Lives.

### T
- Christine Taylor [3.24-25, 4.1] -- Bonnie, Ross' kæreste. Rachel støtter hende i at barbarer sig selv skaldet af jalousi.
- Marlo Thomas [8.20] -- som Sandra Green, Rachels mor.
- Lea Thompson [2.6] -- en dame, som Joey og Chandler inviterer til at lugte til babyen Bens hoved, den dag de babysitter ham.
- Ian Thorpe [7.7] -- kunde i Central Perk.
- T.J. Thyne -- [Sæson 5] Dr Oberman, en af lægerne på det hospital, hvor Phoebe føder trillingerne.
- Lauren Tom [1.24, 2.1-2, 2.4, 2.7-8, 2.10] -- som Julie. Spiller Ross' kæreste, som han mødte imens han arbejdede på en midlertidig opgave i Kina.
- Kathleen Turner [7.22-24] -- Charles Bing aka 'Helena Handbasket', Chandlers far.
- Aisha Tyler -- [Sæson 9 og 10] Joeys kæreste og senere Ross' kæreste, Charlie Wheeler, en palæontologprofessor.

### U
- Gabrielle Union [7.17] -- som Kristen Leigh. En ny beboer i boligblokken, som Ross og Joey dater samtidig.

### V
- Brenda Vaccaro [1.13] -- som Gloria Tribbiani, Joeys mor.
- Jean-Claude Van Damme [2.13] -- sig selv.  Van Damme spiller sig selv som en skuespiller der overtager rollen i den fiktive efterfølger til Outbreak. Monica og Rachel skændes over ham.
- Michael Vartan [4.8] -- som Timothy, Richards (Tom Selleck) søn. Monica dater ham i en kort periode tid efter at han har behandlet hendes øje.
- Vincent Ventresca [1.10, 2.10] -- som Sjove Bobby.
- Angela Visser [1.19] -- som Den Lækre Lækre Pige. Chandler og Joey spørger hende, om hun og hendes sambo så Marcel, da lastbilen kører forbi. Hendes sambos radiator er gået i stykker og hun spørger drengene om de ved, hvordan man reparerer radiatorer.

### W
- McKenzie Westmore [7.18] -- som sig selv. Westmore præsenterer den 'Soapy Award', som Joey er nomineret til.
- June Whitfield [4.24, 5.1] -- Waltham-familiens husholderske, som Phoebe snakker med i telefonen.
- Mitchell Whitfield [1.1, 1.18-19, 2.24, 6.15-16] -- Barry Farber, Rachels eks-forlovede og tandlæge, en tilbagevendende karakter.
- Fred Willard [2.12] -- San Diego Zoo's direktør, der fortæller Ross, at hans abe, Marcel, er død.
- Robin Williams [3.24] -- en mand i Central Perk, som taler højlydt om sit liv til hans ven, Billy Crystal. Denne optræden var meget anderledes fra andre gæsteoptrædener, hvor de andre kendte stjerner havde en tilknytning til selve handlingen. Williams, derimod, optræder kun i åbningsscenen i en episode pga. en joke.
- Bruce Willis [6.21-23] -- Paul Stevens. Faderen til Ross' elevkæreste, Elizabeth; han dater også Rachel i et stykke tid.
- Reese Witherspoon [6.13-14] -- Jill Green, Rachels yngste søster.
- Noah Wyle [1.17] -- Dr. Jeffrey Rosen, en kollega til George Clooneys karakter, Dr. Michael Mitchell.

### Z
- Steve Zahn [2.4] -- Phoebes bøsseven, som hun gifter sig med i en kort periode.